# 科伦拜恩谷 (科罗拉多州)
科伦拜恩谷（英語：Columbine Valley），是美国科罗拉多州阿拉珀霍县下属的一座城市。建市于1959年7月2日，面积大约为1.039平方英里（2.691平方公里）。根据2010年美国人口普查，该市有人口1,256人。2011年估计该市有人口1,284人，相比2010年人口增长率为2.23%。同时，论人口该市是科罗拉多州第132大城市。